# ジャンムー・カシミール民族協議会
ジャンムー・カシミール民族協議会（ジャンムー・カシミールみんぞくきょうぎかい、英語: Jammu & Kashmir National Conference）は、インドの政党。地方政党の一つでジャンムー・カシミール州を中心に活動している。

## 党史
1932年10月、シェイク・アブドゥッラーらによって全ジャンムー・カシミール・ムスリム協議会が創設される。その後1939年6月に同協議会は、全ジャンムー・カシミール民族協議会へと改称された。インド独立後の1951年9月に行われたジャンムー・カシミール州制憲議会選挙では、同党は全75議席を獲得している。この選挙結果を受けて、シェイク・アブドゥッラー党首が州首相に就任した。しかし、シェイク・アブドゥッラーは連邦政府からカシミール独立構想を警戒されたため1953年8月に州首相を解任され、逮捕されている。1975年にシェイク・アブドゥッラーは再度、州首相に就任し1982年に亡くなるまで在職した。シェイク・アブドゥッラーが死去した後には、彼の息子であるファルーク・アブドゥッラーが州首相に就任している。